# Chaetopelma olivaceum
Espèce
Synonymes
- Mygale olivacea C. L. Koch, 1841
- Ischnocolus gracilis Ausserer, 1871
- Chaetopelma gracile (Ausserer, 1871)
- Ischnocolus syriacus (Ausserer, 1871
- Chaetopelma syriacum Ausserer, 1871)
- Chaetopelma aegyptiaca Ausserer, 1871
- Avicularia tetramera Simon, 1873
- Chaetopelma tetramerum (Simon, 1873)
- Avicularia striatocauda Simon, 1873
- Chaetopelma shabati Hassan, 1950
- Ischnocolus jerusalemensis Smith, 1990
- Chaetopelma jerusalemensis (Smith, 1990)
- Chaetopelma anatolicum Schmidt & Smith, 1995

Chaetopelma olivaceum est une espèce d'araignées mygalomorphes de la famille des Theraphosidae.

## Distribution
Cette espèce se rencontre au Proche-Orient, en Égypte, au Soudan et à Chypre.

## Taxinomie

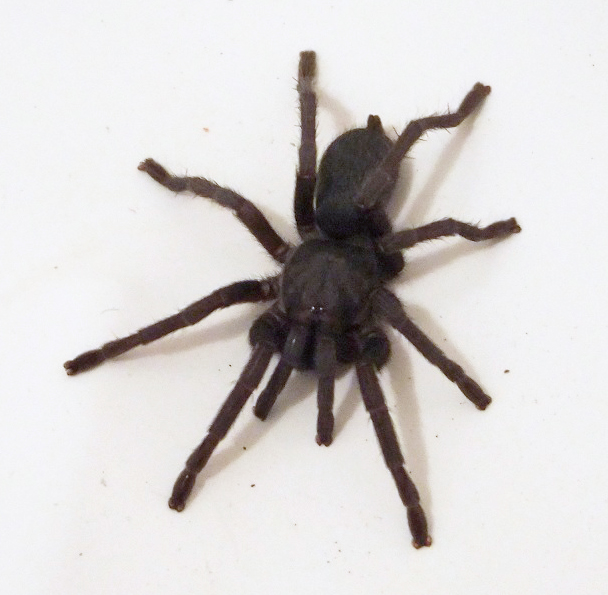
Chaetopelma olivaceum

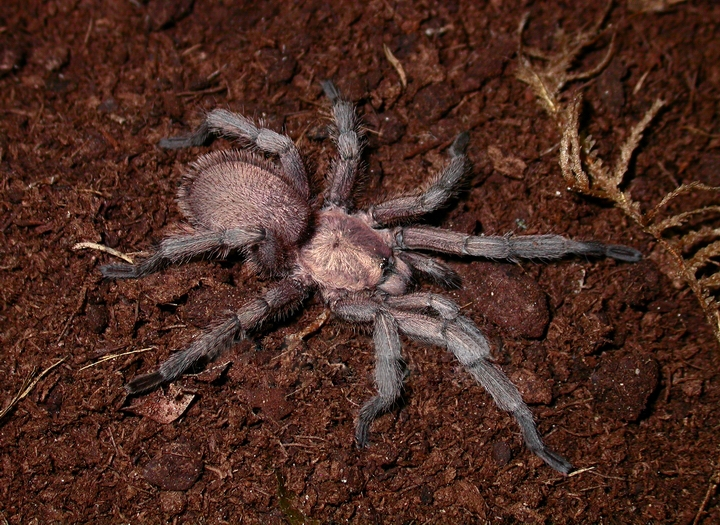
Chaetopelma olivaceum

Les espèces Chaetopelma gracile (Ausserer, 1871), Chaetopelma jerusalemensis (Smith, 1990), Chaetopelma shabati Hassan, 1950, Chaetopelma syriacum (Ausserer, 1871) et Chaetopelma tetramerum (Simon, 1873) ont été placées en synonymie avec Chaetopelma olivaceum par Guadanucci et Gallon en 2008

## Publication originale
- C. L. Koch, 1841 : Die Arachniden. Nürnberg, Achter Band, p. 41-131 Neunter Band, p. 1-56.